# Phacelia dubia
Phacelia dubia är en strävbladig växtart som först beskrevs av Carl von Linné, och fick sitt nu gällande namn av William Trelease, Trelease, Branner och Coville. Phacelia dubia ingår i Faceliasläktet som ingår i familjen strävbladiga växter.

## Underarter
Arten delas in i följande underarter:
- P. d. georgiana
- P. d. interior